# Cast (Finistère)
Cast (bretonisch Kast) ist eine französische Gemeinde im Département Finistère mit 1557 Einwohnern (Stand 1. Januar 2022).

## Lage
Der Ort liegt im Westen der Bretagne etwa zehn Kilometer östlich der Atlantikküste nahe der Bucht von Douarnenez, fünf Kilometer südwestlich von Châteaulin, 18 Kilometer nördlich von Quimper und 36 Kilometer südöstlich von Brest (Luftlinie).

## Verkehr
Die nächstgelegenen Abfahrten an der autobahnähnlich ausgebauten Schnellstraße E 60 (Nantes-Brest) befinden sich bei Châteaulin und Briec. In Châteaulin gibt es einen Regionalbahnhof an der Bahnstrecke Savenay–Landerneau und bei
Brest einen Regionalflughafen (Aéroport Brest-Bretagne).

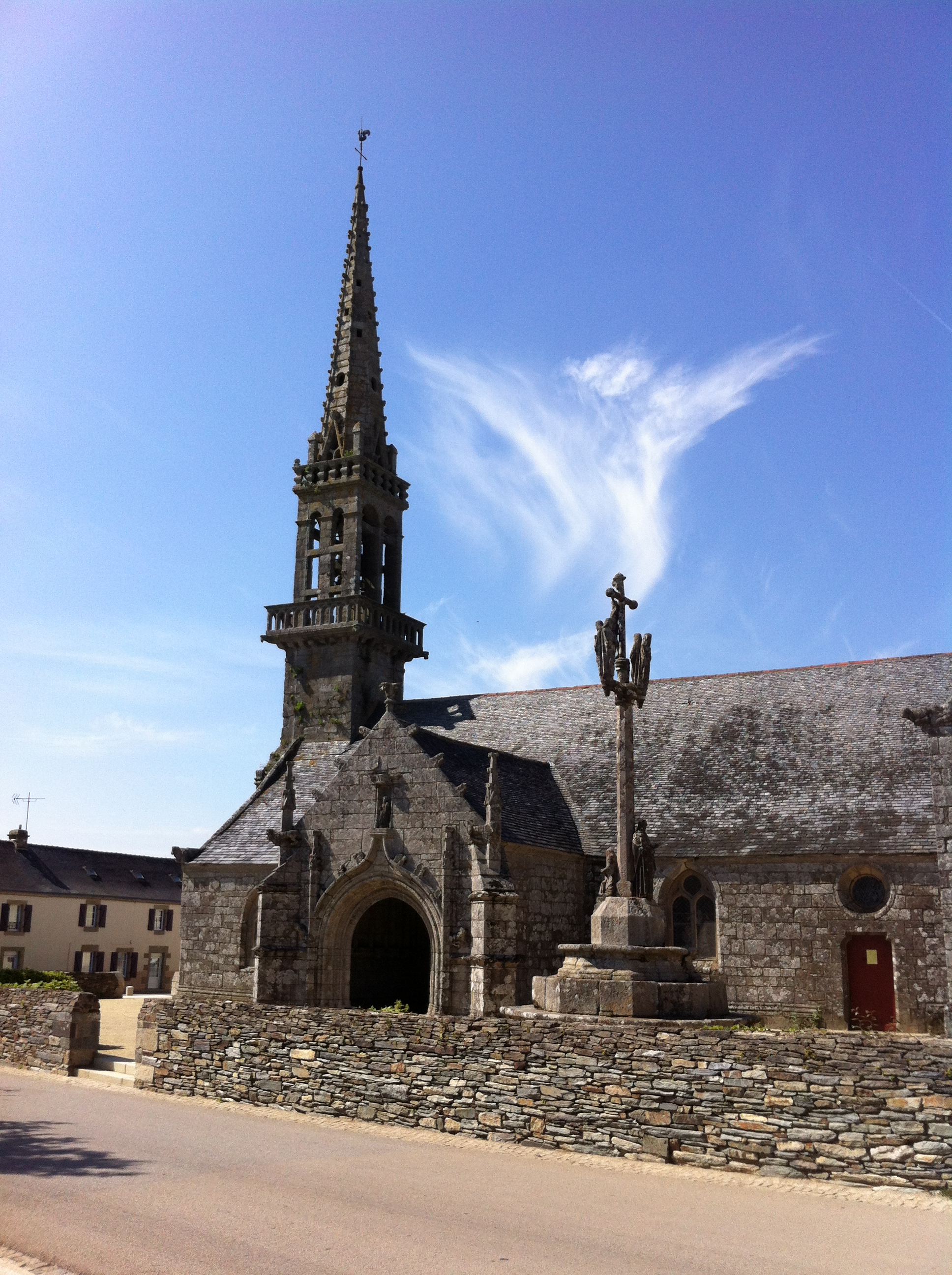
Kirche Saint-Jerôme in Cast

## Bevölkerungsentwicklung
| Jahr                       | 1962 | 1968 | 1975 | 1982 | 1990 | 1999 | 2007 | 2017 |
| Einwohner                  | 1748 | 1615 | 1573 | 1578 | 1545 | 1382 | 1497 | 1556 |
| Quellen: Cassini und INSEE |      |      |      |      |      |      |      |      |

## Sehenswürdigkeiten
Siehe: Liste der Monuments historiques in Cast (Finistère)